# فیلم در ۱۹۹۹
فیلم در ۱۹۹۹ فیلم‌های پخش شده و اتفاقات سینمایی در ۱۹۹۹ را شامل می‌شود.

## پرفروش‌ترین فیلم‌ها
ده فیلم پرفروش جهانی در ۱۹۹۹:
| رتبه | عنوان                               | پخش‌کننده         | فروش جهانی   |
| ---- | ----------------------------------- | ---------------- | ------------ |
| ۱    | جنگ ستارگان: قسمت اول - تهدید شبح   | فاکس قرن بیستم   | $924,317,558 |
| ۲    | حس ششم                              | دیزنی            | $672,806,292 |
| ۳    | داستان اسباب‌بازی ۲                  | دیزنی            | $487,059,677 |
| ۴    | ماتریکس                             | برادران وارنر    | $463,517,383 |
| ۵    | تارزان                              | دیزنی            | $448,191,819 |
| ۶    | مومیایی                             | یونیورسال        | $415,933,406 |
| ۷    | ناتینگ هیل                          | یونیورسال        | $363,889,678 |
| ۸    | دنیا کافی نیست                      | مترو گلدوین مایر | $361,832,400 |
| ۹    | زیبایی آمریکایی                     | دریم‌ورکس         | $356,296,601 |
| ۱۰   | آستین پاورز: جاسوسی که مرا تکان داد | برادران وارنر    | $312,016,858 |